# Miss Tahití
Miss Tahití es un concurso de belleza francopolinesio que selecciona una representante de la colectividad de ultramar de la Polinesia Francesa para el concurso nacional Miss Francia. A pesar de su nombre, pueden competir mujeres de toda la Polinesia Francesa, no sólo las de Tahití. Miss Tahití se celebra anualmente desde 1960.
La actual Miss Tahití es Hinaupoko Devèze, quien fue coronada Miss Tahití 2025 el 28 de junio de 2025. Cinco mujeres de la Polinesia Francesa han sido coronadas Miss Francia:
- Edna Tepava, quien fue coronada Miss Francia 1974
- Thilda Fuller, quien fue coronada Miss Francia 1980, y luego renunció
- Mareva Georges, quien fue coronada Miss Francia 1991
- Mareva Galanter, quien fue coronada Miss Francia 1999
- Vaimalama Chaves, quien fue coronada Miss Francia 2019

## Resumen de resultados
- Ganadoras de Miss Francia: Edna Tepava (1973); Thilda Fuller (1979; renunció); Mareva Georges (1990); Mareva Galanter (1998); Vaimalama Chaves (2018)
- Primeras finalistas: Jeanne Burns (1971); Hinarani de Longeaux (2012); Mehiata Riaria (2013); Hinarere Taputu (2014)
- Segundas finalistas: Mira Vahiatua (1974); Moea Amiot (1975); Teumere Pater (1988); Vaimiti Teiefitu (2015); Vaea Ferrand (2016); Matahari Bousquet (2019)
- Terceras finalistas: Hinano Teanotoga (1997); Tumateata Buisson (2021)
- Cuartas finalistas: Heitiare Tribondeau (2003); Raipoe Adams (2004)
- Sextas finalistas: Timia Pascaline Teriiero (1977); Ravahere Silloux (2023)

## Galería

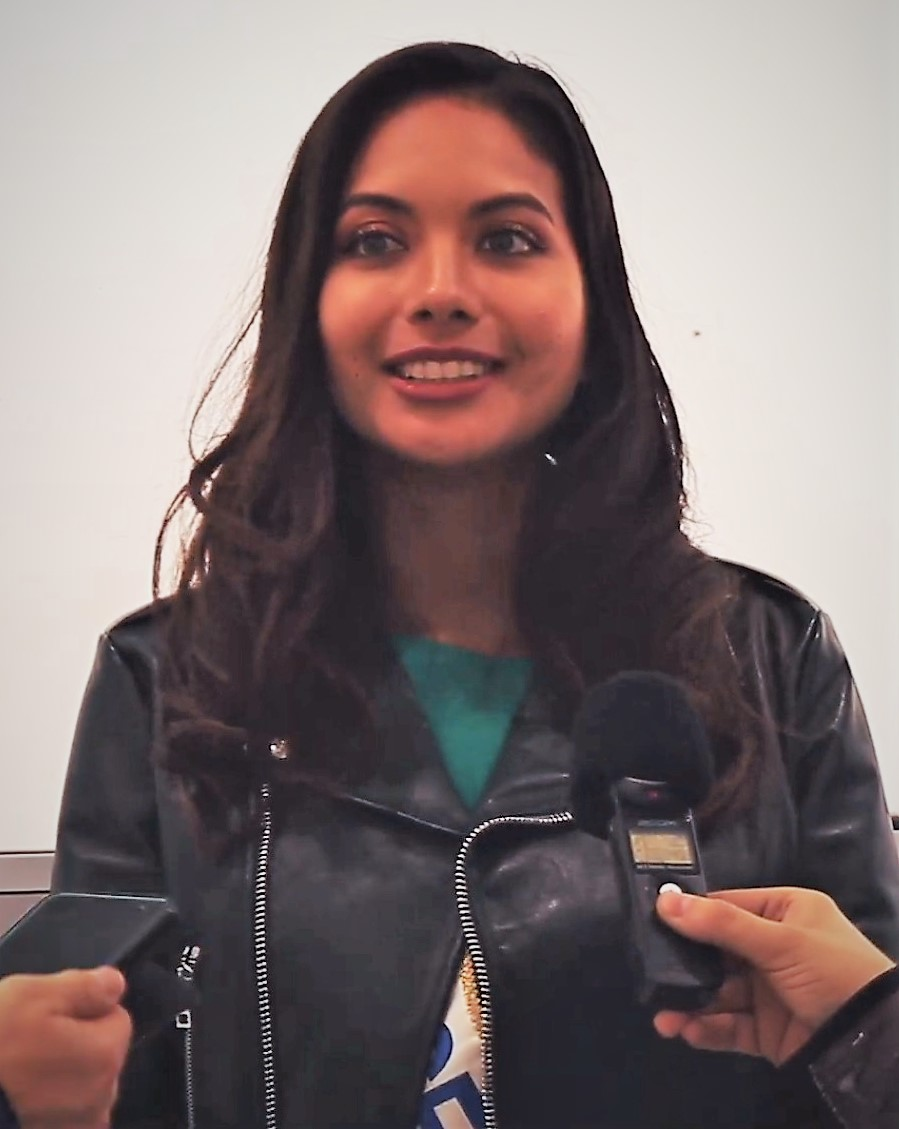
Miss Tahití 2018 y Miss Francia 2019 Vaimalama Chaves
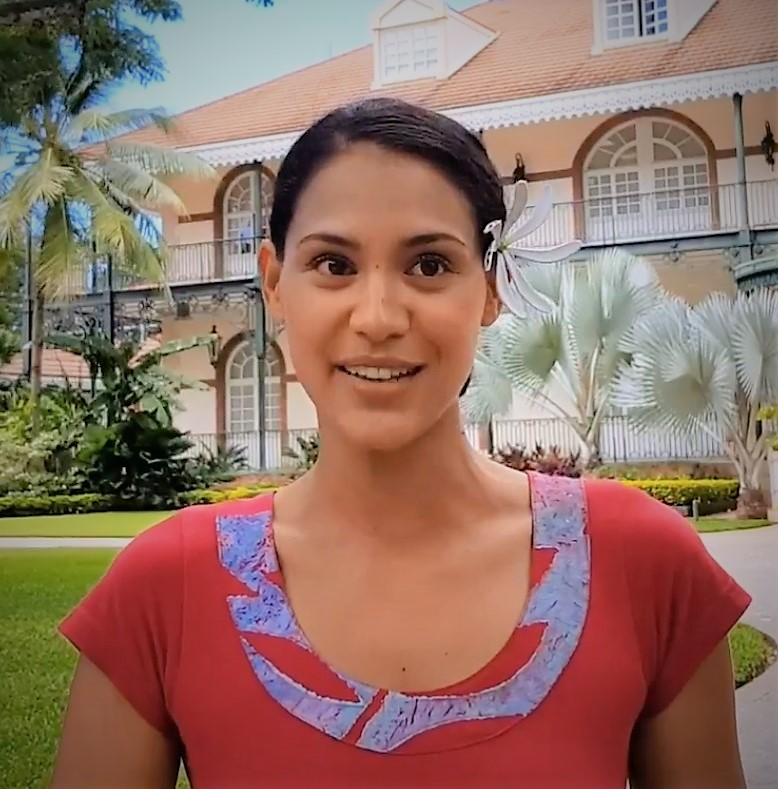
Miss Tahití 2014 Hinarere Taputu
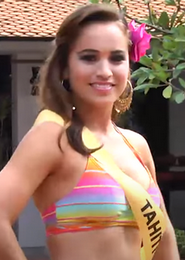
2.ª finalista de Miss Tahití 2014 y Miss Grand Tahití 2014 Kohotu Ariitai
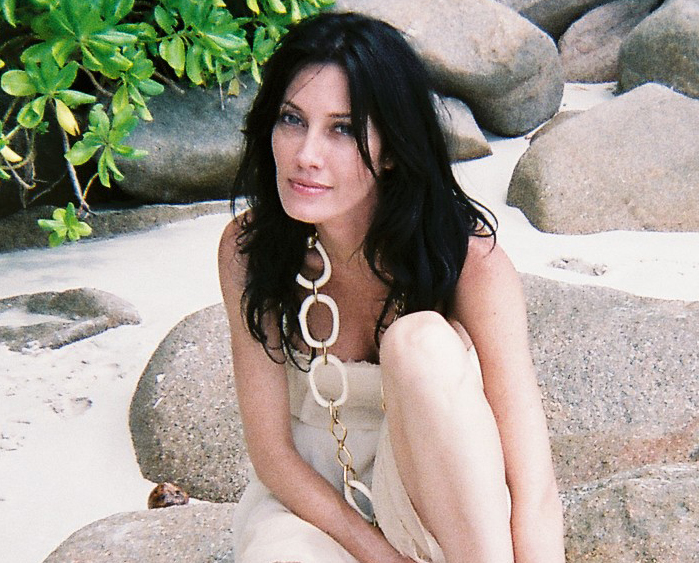
Miss Tahití 1998 y Miss Francia 1999 Mareva Galanter
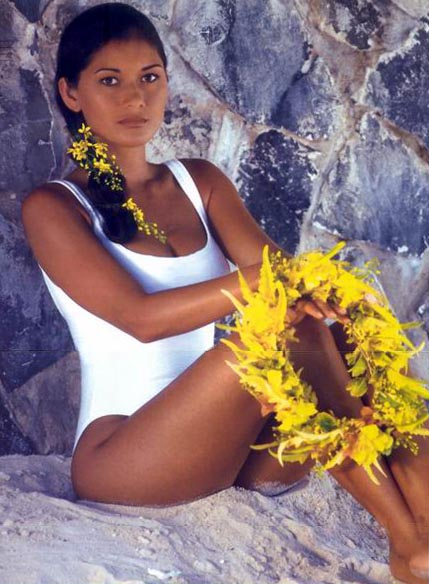
Miss Tahití 1997 Hinano Teanotoga

## Ganadoras
| Año  | Nombre                   | Edad | Altura          | Ciudad natal | Posición en Miss Francia | Notas |
| ---- | ------------------------ | ---- | --------------- | ------------ | ------------------------ | --- |
| 2025 | Hinaupoko Devèze         | 23   | 1,82 m (6′ 0″)  | Māhina       |                          | |
| 2024 | Temanava Domingo         | 22   | 1,81 m (5′ 11″) | Papeete      | Top 15                   | |
| 2023 | Ravahere Silloux         | 25   | 1,72 m (5′ 8″)  | Papeete      | Top 15 (6.ª finalista)   | Silloux es prima de Tumateata Buisson, Miss Tahití 2021. |
| 2022 | Herenui Tuheiava         | 24   | 1,77 m (5′ 10″) | Pirae        |                          | |
| 2021 | Tumateata Buisson        | 24   | 1,81 m (5′ 11″) | Paea         | Tercera finalista        | Buisson es prima de Ravahere Silloux, Miss Tahití 2023. |
| 2019 | Matahari Bousquet        | 23   | 1,77 m (5′ 10″) | Moorea-Maiao | Segunda finalista        | |
| 2018 | Vaimalama Chaves         | 24   | 1,78 m (5′ 10″) | Mahina       | Miss Francia 2019        | |
| 2017 | Turouru Temorere         | 21   | 1,70 m (5′ 7″)  | Arue         |                          | |
| 2016 | Vaea Ferrand             | 22   | 1,75 m (5′ 9″)  | Papeete      | Segunda finalista        | |
| 2015 | Vaimiti Teiefitu         | 19   | 1,77 m (5′ 10″) | Mahina       | Segunda finalista        | |
| 2014 | Hinarere Taputu          | 24   | 1,74 m (5′ 9″)  | Rurutu       | Primera finalista        | Top 11 en Miss Mundo 2015 (representando a Francia) |
| 2013 | Mehiata Riaria           | 22   | 1,77 m (5′ 10″) | Papeete      | Primera finalista        | |
| 2012 | Hinarani de Longeaux     | 22   | 1,77 m (5′ 10″) | Papeete      | Primera finalista        | Compitió en Miss Universo 2013 (representando a Francia) |
| 2011 | Rauata Temauri           | 22   | 1,70 m (5′ 7″)  | Arue         |                          | |
| 2010 | Poehere Wilson           | 21   | 1,81 m (5′ 11″) | Papeete      |                          | |
| 2009 | Léna Puahinano Bonno     | 20   | 1,77 m (5′ 10″) | Teva I Uta   |                          | |
| 2008 | Hinatea Boosie           | 20   | 1,70 m (5′ 7″)  | Nuku-Hiva    |                          | |
| 2007 | Taoahere Richmond        | 22   | 1,73 m (5′ 8″)  | Pirae        |                          | |
| 2006 | Terehe Pere              | 21   | 1,71 m (5′ 7″)  | Uturoa       |                          | |
| 2005 | Mihimana Sachet          | 22   | 1,81 m (5′ 11″) | Faaa         |                          | |
| 2004 | Raipoe Adams             | 19   | 1,72 m (5′ 8″)  | Arue         | Cuarta finalista         | |
| 2003 | Heitiare Tribondeau      | 20   | 1,70 m (5′ 7″)  | Moorea-Maiao | Cuarta finalista         | |
| 2002 | Rava Maiarii             |      |                 | Tahaa        | No compitió              | |
| 2001 | Ravanui Teriitaumihau    | 18   | 1,81 m (5′ 11″) | Papeete      |                          | |
| 2000 | Vanina Bea               |      |                 |              |                          | |
| 1999 | Manoa Frugé              |      |                 |              |                          | |
| 1998 | Mareva Galanter          | 19   | 1,78 m (5′ 10″) | Papeete      | Miss Francia 1999        | Compitió en Miss Universo 1999 (representando a Francia) |
| 1997 | Hinano Teanotoga         | 23   | 1,71 m (5′ 7″)  | Papeete      | Tercera finalista        | |
| 1996 | Hinareva Hiro            |      |                 |              | No compitió              | |
| 1995 | Timeri Baudry            |      |                 |              |                          | |
| 1994 | Vaea Olanda              |      |                 |              |                          | |
| 1993 | Thérèse Heikapua Moke    |      |                 | Hiva-Oa      |                          | |
| 1992 | Tania Noble              |      |                 |              |                          | |
| 1991 | Hina Sarciaux            |      |                 | Raiatea      |                          | |
| 1990 | Mareva Georges           | 21   | 1,78 m (5′ 10″) | Punaauia     | Miss Francia 1991        | Top 10 en Miss Universo 1991 y Miss Mundo 1991 |
| 1989 | Myriam Hina Tuheiava     |      | 1,79 m (5′ 10″) | Papeete      |                          | |
| 1988 | Teumere Pater            |      |                 |              | Segunda finalista        | |
| 1987 | Mearii Manoi             |      |                 |              |                          | |
| 1986 | Loana Bohl               |      |                 |              | No compitió              | |
| 1985 | Ruth Manea               | 18   |                 | Tahaa        |                          | |
| 1984 | Hinarii Kilian           | 17   |                 |              |                          | |
| 1983 | Rosa Lanteires           |      |                 |              |                          | |
| 1982 | Teura Tuhiti             |      |                 |              |                          | |
| 1981 | Maimiti Kinander         |      |                 | Raiatea      |                          | |
| 1980 | Tatiana Teraiamano       | 18   |                 | Paea         |                          | Top 12 en Miss Universo 1981 (representando a Tahití) |
| 1979 | Thilda Fuller            | 24   | 1,75 m (5′ 9″)  | Papeete      | Miss Francia 1980        | Fuller renunció a su título tres días después de ganar. Top 12 en Miss Universo 1980 (representando a Tahití)                                                                     |
| 1978 | Moeata Schmouker         |      |                 |              |                          | |
| 1977 | Timia Pascaline Teriiero |      |                 |              | Sexta finalista          | |
| 1976 | Patricia Servonnat       |      |                 | Pirae        |                          | |
| 1975 | Moea Amiot               | 19   |                 | Papeete      | Segunda finalista        | |
| 1974 | Mira Vahiatua            |      |                 | Papara       | Segunda finalista        | 3.ª finalista en Miss Internacional 1974 (representando a Tahití) |
| 1973 | Edna Tepava              | 17   | 1,69 m (5′ 7″)  | Papara       | Miss Francia 1974        | |
| 1972 | Moea Arapari             |      |                 |              |                          | |
| 1971 | Jeanne Burns             |      |                 |              | Primera finalista        | |
| 1970 | Maire Léonne Tehei       |      |                 | Papeete      | No compitió              | |
| 1969 | Dominique Tepava         |      |                 |              |                          | |
| 1968 | Viola Teriitahi          |      |                 |              |                          | |
| 1966 | Sonia Agnierey           |      |                 |              |                          | |
| 1965 | Marie Moua Tapare        |      |                 |              |                          | 4.ª finalista en Miss Mundo 1965 y 3.ª finalista en Miss Internacional 1965 (representando a Tahití) Tapare representó a Tahití en Miss Francia 1967, en lugar de Sonia Agnierey. |
| 1964 | Léa Avaemai              |      |                 |              |                          | |
| 1963 | Mareta Tuihaa            |      |                 |              |                          | |
| 1962 | Yolande Flohr            |      |                 |              |                          | |
| 1961 | Tahia Piehi              |      |                 |              |                          | |
| 1960 | Teura Bauwens            |      |                 |              |                          | |

## Representación internacional
En algunas ediciones, las finalistas de Miss Tahití fueron enviadas a competir internacionalmente, como se detalla a continuación.
| Año  | Representante  | Título nacional original          | Concurso internacional        | Concurso internacional | Ref.          |
| Año  | Representante  | Título nacional original          | Concurso                      | Resultado              | Ref.          |
| ---- | -------------- | --------------------------------- | ----------------------------- | ---------------------- | ------------- |
| 2014 | Kohotu Ariitai | 2.ª finalista de Miss Tahití 2014 | Miss Grand Internacional 2014 | No clasificó           | [ 16 ] [ 17 ] |
| 2016 | Vaiata Buisson | 1.ª finalista de Miss Tahití 2016 | Miss Grand Internacional 2016 | Top 20                 | [ 17 ] [ 18 ] |